# Rhypotoses biformis
Rhypotoses biformis är en fjärilsart som beskrevs av Holloway 1976. Rhypotoses biformis ingår i släktet Rhypotoses och familjen tofsspinnare. Inga underarter finns listade.